# Rutenbergia prionodon
Rutenbergia prionodon là một loài Rêu trong họ Rutenbergiaceae. Loài này được (Besch.) Renauld miêu tả khoa học đầu tiên năm 1898.